# 1973-as finn labdarúgó-bajnokság (első osztály)
Az 1973-as finn labdarúgó-bajnokság (Mestaruussarja) a finn labdarúgó-bajnokság legmagasabb osztályának negyvenharmadik alkalommal megrendezett bajnoki éve volt. A pontvadászat 12 csapat részvételével zajlott. A bajnokságot a HJK Helsinki csapata nyerte.  

## Bajnokság végeredménye
| #  | Csapat                 | M  | Gy | D | V  | RG | KG | Pont |
| -- | ---------------------- | -- | -- | - | -- | -- | -- | ---- |
| 1  | HJK Helsinki (B)       | 22 | 14 | 5 | 3  | 36 | 21 | 33   |
| 2  | KPV Kokkola            | 22 | 12 | 7 | 3  | 42 | 17 | 31   |
| 3  | Reipas Lahti           | 22 | 13 | 4 | 5  | 39 | 15 | 30   |
| 4  | KuPS Kuopio            | 22 | 10 | 6 | 6  | 34 | 22 | 26   |
| 5  | OTP Oulu               | 22 | 9  | 8 | 5  | 29 | 30 | 26   |
| 6  | KPT Kuopio             | 22 | 9  | 7 | 6  | 36 | 24 | 25   |
| 7  | MP Mikkeli             | 22 | 6  | 7 | 9  | 23 | 24 | 19   |
| 8  | Kuusysi Lahti          | 22 | 7  | 4 | 11 | 31 | 38 | 18   |
| 9  | TPS Turku              | 22 | 5  | 7 | 10 | 23 | 32 | 17   |
| 10 | IKissat Tampere        | 22 | 5  | 7 | 10 | 25 | 46 | 17   |
| 11 | Ponnistus Helsinki (K) | 22 | 3  | 7 | 12 | 30 | 44 | 13   |
| 12 | TaPa Tampere (K)       | 22 | 2  | 5 | 15 | 20 | 55 | 9    |

## Külső hivatkozások
- Hivatalos honlap (finnül)
- Finnország – Az első osztály tabelláinak listája az RSSSF-en (angolul)